# Nomia papuana
Nomia papuana là một loài Hymenoptera trong họ Halictidae. Loài này được Cockerell mô tả khoa học năm 1929.